# Râul Valea Vacii
Râul Valea Vacii este un curs de apă, afluent al râului Suhurluiul Sec. 